# 馬文 (密蘇里州)
馬文（英語：Marvin）是位於美國密蘇里州摩根縣的非建制地區。

## 歷史
馬文的郵局於1904年設立，其後於1938年停運。

## 地理
馬文所處的海拔為高於海平面310米（即1017英呎），而該地所採用的時區為UTC-6，即北美中部時區（CST）。同時該地設有夏令時間，為UTC-6調快一小時，即UTC-5（CDT）。